# Moshe Feinstein
Moshe Feinstein (ur. 3 marca 1895 w Uzda, zm. 23 marca 1986 w Nowym Jorku) – był ortodoksyjnym rabinem, uczonym i posekiem, znanym ze swojej znajomości Halachy. Największy halachicki autorytet drugiej połowy XX wieku w Ameryce, jak i poza jej granicami.